# Волнат Гроув (Алабама)
Волнат Гроув (енгл. Walnut Grove) град је у америчкој савезној држави Алабама. По попису становништва из 2010. у њему је живело 698 становника.

## Демографија
Према попису становништва из 2010. у граду је живело 698 становника, што је 12 (1,7%) становника мање него 2000. године.
| Група             | 2000.       | 2010.       |
| Белци             | 695 (97,9%) | 674 (96,6%) |
| Афроамериканци    | 0 (0,0%)    | 0 (0,0%)    |
| Азијати           | 1 (0,1%)    | 1 (0,1%)    |
| Хиспаноамериканци | 3 (0,4%)    | 11 (1,6%)   |
| Укупно            | 710         | 698         |